# Các tiểu bang miền Núi

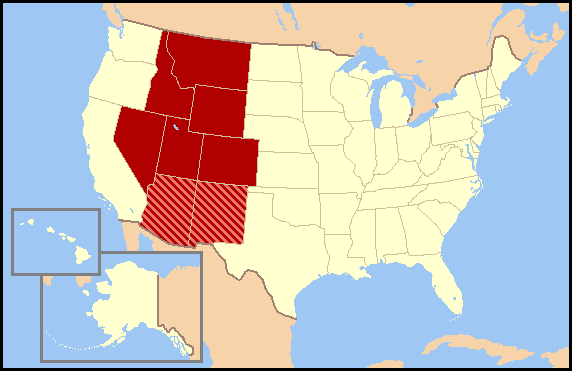
Các định nghĩa về vùng này thì phức tạp theo từng nguồn. Các tiểu bang màu đỏ đậm thường được tính vào vùng này trong khi một phần hay toàn bộ các tiểu bang màu đỏ sọc có thể hoặc không có thể được xem là thuộc Các tiểu bang miền Núi.

Các tiểu bang miền Núi (tiếng Anh: Mountain States hay còn được biết là Mountain West) hình thành một trong chín phân vùng điều tra dân số của Cục Điều tra Dân số Hoa Kỳ.
Phân vùng này bao gồm tám tiểu bang: Arizona, Colorado, Idaho, Montana, Nevada, New Mexico, Utah, và Wyoming. Cùng với Các tiểu bang Thái Bình Dương Alaska, California, Hawaii, Oregon và Washington, phân vùng này hợp thành một vùng lớn hơn gọi là Tây Hoa Kỳ, một trong bốn vùng được Cục Điều tra Dân số Hoa Kỳ chính thức công nhận (ba vùng còn lại là Đông Bắc Hoa Kỳ, Nam Hoa Kỳ và Trung Tây Hoa Kỳ). Thuật từ "Núi" ám chỉ Rặng Thạch Sơn chạy dài từ bắc chí nam xuyên qua phân vùng này.
Múi giờ miền núi được sử dụng gần như trong toàn bộ phân vùng này, trừ Nevada (tất cả trừ thành phố ranh giới tiểu bang West Wendover), vùng cán chảo Idaho, và phần lớn Arizona.  Những vùng đất nằm trong Xứ Navajo (góc đông bắc của Arizona) sử dụng giờ tiết kiệm ánh sáng ngày vì xứ này vượt qua các ranh giới của tiểu bang. Arizona có thời gian đi sau giờ chuẩn miền Núi bắt đầu từ chủ nhật lần thứ hai trong tháng ba cho đến chủ nhật đầu tiên trong tháng 11 vì giờ tiết kiệm ánh sáng ngày không được sử dụng tại Arizona.
Phoenix là thành phố lớn nhất trong phân vùng này, theo sau là Denver.
Trong sách địa chính trị của mình có tựa đề The Day America Told The Truth, James Patterson và Peter Kim đặt phần lớn lãnh thổ tìm thấy trong phân vùng Các tiểu bang miền Núi thành một "vùng tinh thần" mà họ gọi là Xứ Marlboro.